# Секундарна структура протеина
У биохемији и структурној биологији, секундарна структура је општи тродимензиони облик локалних сегмената биополимера, као што су протеини и нуклеинске киселине (ДНК/РНК). Она, ипак, не описује специфичне положаје атома у 3Д простору, јер њих описује терцијарна структура. Секундарна структура се формално дефинише водоничним везама биополимера, посматраним у структури на нивоу атома. Код протеина се секундарна структура дефинише обрасцима водоничних веза између пептидних веза централног ланца (занемарују се везе између главног и бочног ланца, као и међусобне везе бочних ланаца), где се користи ДССП дефиниција водоничне везе. Код нуклеинских киселина секундарну структуру одређују водоничне везе између азотних база.
Водонична веза се повезује са осталим структурним својствима, што је довело до мање формалне дефиниције секундарне структуре. Нпр, аминокиселине у протеинским хеликсима углавном заузимају централне диедарске углове у неком посебном делу Рамахандрановог дијаграма; стога се сегмент аминокиселинских остатака са таквим диедарским угловима често назива "хеликс", без обзира да ли има исправан распоред водоничних веза или не. Предложене су многе, мање формалне дефиниције, често укључујући концепте из диференцијалне геометрије кривих, као што су закривљење и торзија. Најмање формално, структурни биолози, који испитују структуру на нивоу атома ће понекад одредити секундарну структуру „одока“ и унети своја запажања у одговарајући ПДБ фајл.
Груба процена секундарне структуре биополимера (нпр. 40% α-хеликс, 20% β-равни) се често изводи спектроскопски. За протеине, уобичајен метод је далеки ултраљубичасти (170-250 нм) циркуларни дихроизам. Наглашен двоструки минимум на 208 нм и 222 нм указује на α-хеликсну структуру, док појединачан максимум на 204 нм или 217 нм означава насумично клупко, односно β-раван. Ређе коришћен метод је инфрацрвена спектроскопија, која открива разлике у осцилацијама веза амидних група услед водоничних веза. Коначно, секундарна структура се може прецизно проценити посматрајући хемијски померај у НМР спектру непознатог биополимера.
Појам секундарне структуре је дефинисао Кај Улрик Линдерстром-Ланг 1952. године на Медицинском факултету Универзитета у Станфорду.

## Протеини
Секундарна структура протеина се састоји од локалних интеракција између аминокиселина премошћених водоничним везама. Најчешће секундарне структуре су алфа хеликси и бета равни. Остале спирале као 310 хеликс или π хеликс, имају теоријски стабилан енергетски образац водоничних веза, али се ретко јављају у протеинима у природи, осим на крајевима α-хеликса због неодговарајућег уклапања са аминокиселинама у центру хеликса. Остале проширене структуре, као полипролинска структура и алфа раван су ретке код протеина у природном стању, али се често спомињу као важни интермедијери у процесу савијања протеина. Оштре кривине и лабави, савитљиви лукови повезују ‚‚нормалне“ елементе секунарне структуре. Насумично клупко није прави облик секундарне структуре, већ врста конформације која указује на одсуство регуларне секундарне структуре.
Аминокиселине се разликују по својој способности формирања различитих елемената секундарне структуре. Пролин и глицин се понекад називају разбијачима хеликса, пошто прекидају регуларност конформације осовине α-хеликса. Обе, уз то, имају необичне конформационе способности и често се налазе у кривинама. Аминокиселине које теже да формирају спиралне конформације у протеинима укључују метионин, аланин, леуцин, глутаминску киселину и лизин (МАЛЕК у једнословним кодовима). Насупрот њима, аминокиселине са великим ароматичним остацима (триптофан, тирозин и фенилаланин) и аминокиселине са разгранатим бочним низом (изолеуцин, валин и треонин) углавном заузимају конформацију β ланаца. Ипак, ове особине нису довољно поуздане да омогуће прецизно предвиђање секундарне структуре само на основу секвенце аминокиселина.

## ДССП (РССП) код
ДССП код се често користи да опише секундарну структуру протеина помоћу једнословних кодова. ДССП је скраћеница за енгл. Dictionary of Protein Secondary Structure (РССП – речник секундарне структуре протеина), што је био наслов првог чланка који је описивао секундарну структуру протеина са познатом 3Д структуром (Кабш и Сандер, 1983). Секундарна структура се одређује на основу образаца водоничних веза, по предлогу Паулинга из 1951. године (пре него што је било каква протеинска структура експериментално одређена).
- Г = 3-делна спирала (310 хеликс ). Минимална дужина 3 остатка.
- Х = 4-делна спирала (алфа хеликс). Минимална дужина 4 остатка.
- И = 5-делна спирала (π хеликс). Минимална дужина 5 остатака.
- Т = кривина премошћена водоничном везом (3-, 4- или 5-делни окрет)
- Е = бета равни у паралелним и антипаралелним конформацијама ланаца. Минимална дужина 2 остатка.
- Б = остатак у изолованом бета мосту (један пар водоничних веза у формацији бета равни)
- С = кривина (једини елемент који није базиран на водоничној вези)

Код ДССП, остаци који нису ни у једној од наведених конформација, означавају се са ' ' (размак), што се понекад означава са C (намотај) или L (кривина). Хеликси (Г, Х и И) и конформације равни морају да имају разумну дужину. Ово значи да два суседна остатка у примарној структури морају да имају исти образац водоничних веза. Ако је образац везивања хеликса или равни превише кратак, они се означавају са Т, односно, Б. Постоје и друге категорије сврставања секундарне структуре (оштре кривине, омега кривине итд.), али се ретко користе.

## Предвиђање секундарне структуре протеина
Ране методе предвиђања секундарне структуре биле су базиране индивидуалним склоностима аминокиселина ка грађењу хеликса или равни, понекад комбиноване са правилима процењивања слободне енергије формирања елемената секундарне структуре. Такве методе су обично само 60% прецизне у предвиђању које ће од три стања (хеликс/раван/клупко) аминокиселина заузети. Значајно повећање прецизности (до скоро 80%) је постигнуто помоћу уређења краћих секвенци. Познавање тачног распореда аминокиселина које се налазе на одређеном месту (и његовој околини, типично 7 остатака са обе стране) кроз еволуцију омогућује бољу слику структурних тежњи на том месту. На пример, неки протеин може имати глицин негде у секвенци, који сам по себи може наговестити структуру насумичног клупка. Ипак, уређење краћих секвенци може показати да се на тој позицији (и околини) налазе и аминокиселине које фаворизују хеликс код 95% хомологих протеина дуж скоро милијарду година еволуције. Уз то, проучавајући просечну хидрофобност у тој и оближњим позицијама, исти распоред може сугерисати образац остатака приступачности растварачу карактеристичан за алфа хеликс. Све у свему, ови фактори сугеришу да глицин у првобитним протеинима заузима алфа-хеликсну структуру, радије него насумично клупко. Неколико различитих метода се користи за комбиновање свих доступних података како би се добило трострука потврда структуре, између осталих метод неуралних мрежа, скривени Марковљев метод и метод векторских машина. Модерни методи предвиђања обезбеђују проценат поузданости предвиђања за свако место у протеину. Разни методи предвиђања су област која се стално усавршава. Постулирају се нови приступи, али нажалост, тренутно није могуће остварити напредак постизањем консензуса између њих. Главна област унапређења представља предвиђање бета ланаца. Сегменти означени као бета ланци су сигурно потврђени, али методи теже да превиде неке краће сегменте бета ланаца (лажни негативи). Постоји горња граница од 90% укупне прецизности предвиђања, због некомпатибилности стандардног метода (ДССП) додељивања класа секундарне структуре (хеликс/раван/клупко) и ПДБ структура, по којма се предвиђања равнају. Прецизно предвиђање секундарне структуре је кључни елемент предвиђања терцијарне структуре у свим случајевима осим најједноставнијих. Нпр. прецизно предвиђен образац шест елемената секундарне структуре βαββαβ је потпис фередокинске структуре.

## Нуклеинске киселине
Нуклеинске киселине такође имају секундарну структуру, најочигледније једноланчана РНК. Секундарна структура РНК се дели на хеликсе (напоредне базне парове), и различите врсте кривина (неспарени нуклеотиди окружени хеликсима). Структура типа дршка-кривина у којој се базно спарен хеликс завршава кратком неспареном кривином је изузетно честа и чини градивни елемент већих сртуктурних мотива, као што су детелинасте структуре – четворо-хеликсна чворишта, као што је транспортна РНК. Унутрашње кривине (кратки низови неспарених база унутар дужих спарених хеликса) и испупчења (области у којима један део хеликса има уметнуте базе без парњака на супротном ланцу) су веома честе. Коначно, псеудочворови и базни триплети су присутни у РНК (али не у ДНК). Екстремно сложене структуре ДНК су одређене и произведене помоћу „ДНК оригами“ и других производа ДНК нанотехнологије.

## Предвиђање секундарне структуре РНК
Једна од примена биоинформатике користи предвиђену структуру РНК, претражујући геном за некодирајућим али функционалним облицима РНК. Нпр. микроРНК има канонски дуге дршка-кривина структуре прекинуте малим унутрашњим кривинама. Општи метод израчунавања вероватне структуре РНК је динамичко програмирање, иако има недостатак да не може да открије псеудочворове или друге структуре у којима базни парови нису на уобичајеним местима. Општији методи се базирају на стохастичкој граматици без контекста. Интернет сервер који имплементира динамичко програмирање је Мфолд. За многе РНК молекуле, секундарна структура је веома важна за правилно функционисање РНК – често много важнија од примарне. Ова чињеница помаже у анализи некодирајућих РНК, понекад званих РНК гена. Секундарна структура се може предвидети са значајном тачношћу помоћу рачунара, а многе биоинформатичке апликације користе неке одлике секундарних структура у анализи РНК.